# Хотень Другий
Хоте́нь Другий, Хотень, Баляри — село в Україні, у Плужненській сільській громаді Шепетівського району Хмельницької області. Населення становить 58 осіб (2011).

## Історія
У книзі Олександра Цинкаловського «Стара Волинь і Волинське Полісся» про цей населений пункт зазначено: 
| | \| Майдан Острозький (Балярня), оселя, Плужанська вол. На початку 20 ст. було там 38 домів і 185 жителів. ...[1] \| |
| Майдан Острозький (Балярня), оселя, Плужанська вол. На початку 20 ст. було там 38 домів і 185 жителів. ... | |

Село Баляри (потім було перейменоване на Хотень Другий) — польська колонія з невідомою датою заснування. Доля цього села і його жителів типова для всіх сіл національних меншин — поляків, німців, чехів, які в роки більшовицького режиму пройшли через колективізацію, розкуркулення, висилку, репресії, концтабори. У невеличкому селі десятки чоловіків сезонно чи постійно займались тесанням бондарної клепки.

## Географія
Село розташоване в північно-західній частині Плужненської громади, за 5 км на північний захід від центру громади, на ґрунтовій дорозі Плужне—Хотень Перший—Хотень Другий. На березі річки Усті (права притока Вілії).
Сусідні населені пункти:

## Населення
| Роки            | 1906 | 1984 | 2001 | 2010 | 2011 |
| --------------- | ---- | ---- | ---- | ---- | ---- |
| Населення, осіб | 760  | ▼150 | ▼102 | ▼59  | ▼58  |